# Edward Keurvels
Hubertus Joannes Eduardus (Edward) Keuvels  (Antwerpen, 8 maart 1853 – Hoogboom-Ekeren, 29 januari 1916) was een Vlaams componist en dirigent. Hij was leerling van Peter Benoit en orkestmeester bij de Nederlandse Schouwburg. Keurvels was dirigent en (mede-) stichter van de Vlaamse Opera en haar voorganger het Nederlands Lyrisch Tooneel. Op verzoek van de directie van de Antwerpse Zoo richtte hij in 1896 ook een symfonieorkest op en zo werd hij tevens de eerste dirigent van de Dierentuinconcerten. In 1902 werd hij muziekdirecteur van het Peter Benoitfonds dat hij mee oprichtte. In 1910 richtte hij het koor Arti Vocali op. Antwerpen kent een Edward Keurvelsstraat.

## Levensloop
Hij is zoon van schoenmaker Josephus Keurvels en Maria Michielsen. Keurvels groeide op in het Sint-Andrieskwartier in Antwerpen. Hij was er koorknaap in de Sint-Joriskerk. Hij studeerde viool, piano en orgel aan de Vlaamsche Muziekschool, de voorloper van het Koninklijk Vlaams Conservatorium. Keurvels behoorde samen met Jan Blockx tot de eerste generatie leerlingen van Peter Benoit, bij wie hij harmonieleer, contrapunt, orkestratie en compositieleer studeerde. In 1871 volgde een aanstelling als repetitor en begeleider aan genoemde instelling.
Als naaste medewerker van Benoit stelde hij mee het leerplan op voor het nieuwe Koninklijk Vlaams Conservatorium, waarvan Benoit op 1 juli 1898 tot directeur was benoemd. Kort na deze erkenning werd Benoit echter ziek. Keurvels werd in 1900 secretaris van de nieuwe instelling. Na het overlijden van Benoit werd hij echter twee keer gepasseerd als kandidaat directeur: in 1901 werd Jan Blockx directeur en in 1912 Emile Wambach. Keurvels bleef wel de belangrijkste promotor van de muziek van zijn leermeester en richtte na diens dood met de architect Geert Van den Berghe (1854-1928) en de latere directeur van de Dierentuin Michel L’hoëst (1869-1930) het Peter Benoitfonds op in 1902. Het is de oudste componistenvereniging van Vlaanderen en oorspronkelijk bedoeld om Benoits werken regelmatig uit te voeren. Ze lag aan de basis van een lange traditie van Benoit-uitvoeringen.
Hij was voorts de opleider van Flor Alpaerts in de hoedanigheid als dirigent van de Dierentuinconcerten.

## Werken
Keurvels componeerde liederen, cantates, koormuziek, kamermuziek, theatermuziek, opera, kerkmuziek en klavierstukken. Daarbij bediende hij zich soms van pseudoniem E. Duward. Onder meer:

### Kamermuziek
Voor 2 violen
- Allegro molto
- Les commencements
- 6 Concerto’s
- Quelques passe-temps
- Les jours de vacances

Voor viool en piano
- Prélude et Fugue
- Prélude, Adagio et Trio
- Sonate
- Air varié

Voor strijkensemble
- Andante cantabile - Fugue
- Délassement musicale
- Divertissement
- Larghetto
- Rêverie

Varia
- Nachtgesang voor hobo en strijkensemble
- Een kinderideaal voor cello en piano (klavierreductie)

### Theatermuziek en opera
- Parisina (1887, lyrisch drama)
- Onze Moeders (1904, minnezangspel)
- Nau (opera)
- Rolla (opera)
- Hamlet (opera)

- Biografisch Portaal: 62761091
- Digitale Bibliotheek voor de Nederlandse Letteren: keur001
- Gemeinsame Normdatei: 1033392049
- International Standard Name Identifier: 0000 0000 3915 2184
- Library of Congress Control Number: no94006811
- MusicBrainz: 428b83b7-ce8e-431a-8005-36065fa7eee4
- Virtual International Authority File: 63583397
- WorldCat: E39PBJf8xrxc4pRGxDYW9yBpT3